# 벨기에의 경제
벨기에의 경제는 중앙 지리적 위치, 고도로 발달된 교통망, 그리고 산업과 상업의 다양화된 기반을 자본화한 현대 자본주의 경제이다. 벨기에는 19세기 초 유럽 대륙에서 산업혁명을 겪은 첫 번째 나라이다. 그 이후로, 그것은 그것의 산업을 그것의 이웃들의 그것들과 통합시키기 위해, 항구, 운하, 철도 그리고 고속도로의 훌륭한 교통 인프라를 발전시켰다. 산업은 주로 북쪽의 인구가 많은 플란데런 지역, 브뤼셀 주변 그리고 실론 산업지를 따라 있는 두 개의 가장 큰 왈롱 도시 리에주와 샤를루아에 집중되어 있다. 벨기에는 추가 가공과 재수출이 가능한 원자재와 반제품들을 수입한다. 벨기에에는 비옥한 토양 외에 천연자원이 거의 없다. 그럼에도 불구하고, 철강, 섬유, 정제, 화학, 식품 가공, 제약, 자동차, 전자, 기계 제조를 포함한 대부분의 전통적인 산업 부문은 경제에 대표적이다. 중공업 요소에도 불구하고 서비스는 GDP의 74.9%를 차지하는 반면 농업은 GDP의 1%에 불과하다.
수출액이 GNP의 3분의 2를 넘고 있는 벨기에는 세계 무역에 크게 의존하고 있다. 벨기에의 무역 이점은 중앙 지리적 위치와 고도로 숙련되고 다국어적이며 생산적인 노동력에서 비롯된다. 유럽 공동체의 창립 멤버 중 한 명인 벨기에는 유럽 경제를 더욱 통합하기 위해 현재의 유럽 연합의 힘을 심화시키는 것을 강력히 지지한다. 무역의 약 4분의 3이 다른 EU 국가들과의 거래이다. 네덜란드, 룩셈부르크와 함께 벨기에는 베네룩스 회원국 중 하나이다.
벨기에의 공공부채는 GDP의 약 98%이다. 정부는 2000년~2008년 기간 동안 예산의 균형을 맞추는 데 성공했고, 소득 분배는 비교적 평등하다. 벨기에는 2002년 1월에 유로화를 유통하기 시작했다. 경제 성장과 외국인 직접 투자는 2008년에 감소했다. 2009년 벨기에는 세계적인 금융 위기로 인해 마이너스 성장과 실업률 증가를 겪었다.

## 역사

### 20세기

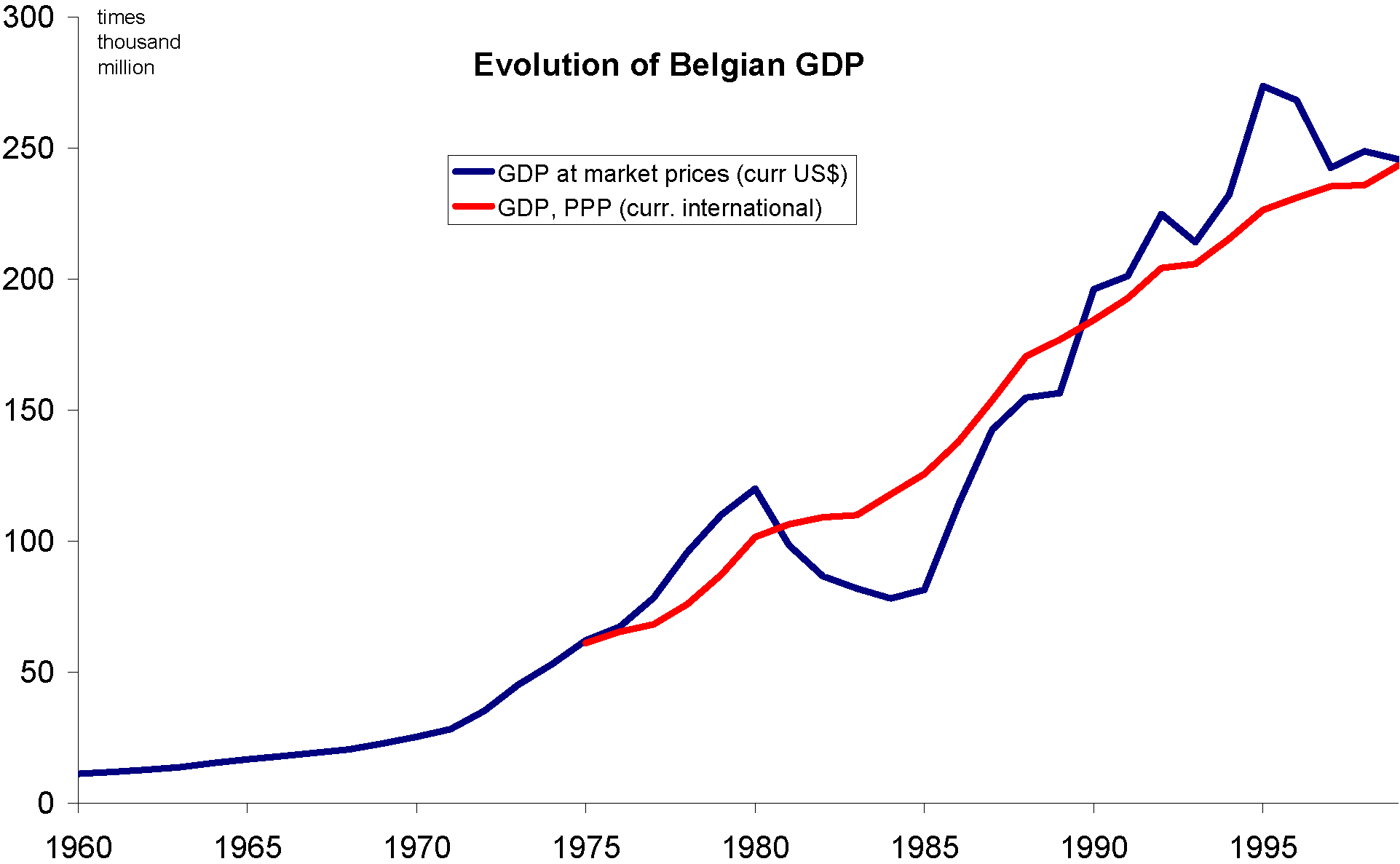
벨기에 GDP의 진화

제2차 세계 대전을 거치면서 50년 동안 프랑스어를 사용하는 왈롱은 기술적으로 진보된 산업 지역이었고, 네덜란드어를 사용하는 플란데런는 주로 농산물과 직물을 가공하는 일부 산업과 함께 농업이 주를 이뤘다. 이러한 격차는 전쟁 사이 기간 동안 사라지기 시작했다. 벨기에가 갈로팽의 교리 덕분에 산업 기반 시설이 비교적 손상되지 않은 채로 제2차 세계 대전에서 나타났을 때, 그 무대는 특히 플란데런에서 급속한 발전의 시기를 위해 마련되었다. 유럽 연합과 나토 본부가 브뤼셀에 설립되면서 강화되었던 전후 호황기는 플란데런의 대부분, 특히 브뤼셀과 로테르담 다음으로 유럽에서 두 번째로 큰 항구인 안트베르펜 사이의 회랑을 따라 경공업의 급속한 확장에 기여했다.
외국인 투자는 1960년대 벨기에 경제 성장에 크게 기여했다. 특히 미국 기업들은 1960년대와 1970년대에 경공업과 석유화학 산업의 확장에 주도적인 역할을 했다.
왈롱의 오래된 전통 산업들, 특히 철강 산업은 이 기간 동안 그들의 경쟁력을 잃기 시작했지만, 세계 번영의 일반적인 성장은 1973년과 1979년의 유가 충격과 그에 따른 국제 수요의 변화는 경제를 장기 불황의 시기로 몰아넣었다. 1980년대와 1990년대에 이 나라의 경제 중심은 다국적 기업(자동차 산업, 화학 산업)과 증가하는 지역 산업 농업(문자, 식품)의 투자로 계속해서 북쪽으로 이동했다.
1980년대 초 벨기에는 전통 상품에 대한 수요 감소, 경제 실적 악화, 구조 개혁 소홀로 인한 구조 조정의 어려운 시기를 겪었다. 그 결과 1980년~1982년의 불황은 벨기에를 크게 뒤흔들었는데, 실업자 증가, 사회복지 비용 증가, 개인 부채 급증, 정부 적자가 국내총생산의 13%까지 증가했고, 국가 부채가 급증했다.

## 무역
벨기에 무역의 약 80%가 다른 EU 회원국들과 거래하고 있다. 이 높은 비율을 감안할 때, 중국은 비 EU 국가들과의 무역 기회를 다양화하고 확대하려고 한다. 벨기에 당국은 대체로 반보호주의적이며 쾌적하고 개방적인 무역과 투자 환경을 유지하기 위해 노력하고 있다. 유럽 집행위원회는 모든 회원국에 대한 무역 문제를 협상하여 벨기에와의 상호 무역 분쟁을 완화시킨다.
벨기에 정부는 고용 촉진을 위한 수단으로 새로운 외국인 투자를 장려한다. 지역 이양과 함께 플란데런과 브뤼셀, 왈롱은 현재 잠재 외국인 투자자들의 환심을 사고 있으며 많은 장려와 혜택을 제공하고 있다. 벨기에에 있는 외국 기업들은 미국과 함께 전체 노동 인력의 약 11%를 차지한다.
EU 1992년 단일 시장 프로그램에 이끌려 1989년 이후 많은 외국 기업과 변호사들이 브뤼셀에 정착했다.

## 고용
1950년대와 1960년대 번영하는 동안 급속하게 확장되었던 사회보장제도는 의료 제도, 실업 보험 보장, 아동 수당, 무효 수당, 그리고 다른 혜택과 연금을 포함한다. 1970년대에 경기 침체가 시작되면서, 이 제도는 경제에 증가하는 부담이 되었고 정부 예산 적자의 많은 부분을 차지했다. 국가 실업 수치는 플란데런과 왈롱 사이의 상당한 차이를 감추고 있다. 왈롱의 실업은 주로 구조적인 반면 플란데런의 실업은 주기적인 것이다. 플란데런의 실업 수준은 일반적으로 왈롱의 절반 정도에 불과하다. 남부 지역은 일몰 산업(주로 석탄과 철강)에서 어려운 전환을 지속하고 있는 반면, 플란데런에서는 일출 산업(화학, 첨단 기술 및 서비스)이 지배하고 있다.
벨기에의 실업률은 2008년에 6.5퍼센트였다. 총 499만 명의 사람들이 벨기에의 노동력을 구성하고 있다. 이들 중 80%가 서비스 분야에서 일하고 있다. 벨기에 산업은 노동력의 19%와 농업의 1%만을 차지한다. 다른 선진국들과 마찬가지로, 베이비붐 세대가 은퇴에 가까워짐에 따라 연금과 다른 사회 복지 프로그램들이 주요 관심사가 되었다.

## 예산
벨기에는 부유한 나라이지만, 공공 지출은 수년 동안 수입을 훨씬 초과했고, 세금은 열심히 추구되지 않았다. 벨기에 정부는 1973년과 1979년의 유가 상승에 대응하여 공공부문에 인력을 충원하고 국제 경쟁력을 상실한 석탄, 철강, 섬유, 유리, 조선과 같은 산업에 보조금을 지급했다. 그 결과, 1980년대 말까지 누적된 정부 부채는 GDP의 121%에 달했다. 하지만, 벨기에의 높은 개인 저축률 덕분에, 벨기에 정부는 적자를 주로 국내 저축에서 조달했고, 전체 경제에 미치는 해로운 영향을 최소화했다.
연방정부는 2002년 1월 1일 공통의 유로 통화를 채택하도록 유도한 경제 통화 연합(EMU)을 위한 조건을 확립한 EU의 마스트리히트 조약 당시인 1992년에 7.1%의 재정적자를 기록했다. 마스트리히트 조약에 명시된 다른 기준들 중에서, 벨기에 정부는 1997년 말까지 GDP의 3% 이하의 재정적자를 달성해야 했다. 벨기에는 2001년에 GDP의 0.2%에 달하는 총 재정적자와 함께 이것을 달성했다. 정부는 약 250억 달러의 적자를 낸 2009년까지 매년 예산의 균형을 유지해 왔다. 벨기에의 누적 공공부채는 2009년 국내총생산(GDP)의 99%로 높은 수준을 유지하고 있지만, 2009년 GDP의 99%에서 2011년 GDP의 95%로 2년 만에 4포인트 감소한 예산 증가율에 비해 높은 경제성장률로 인해 누적 공공부채가 소폭 감소했고, 서양에서 언급할 만큼 드문 위업을 이룩했다.